# Christin Reinius
Christin Matilde Reinius, född 8 oktober 1920 i Riga, död 14 juli 2006 i Schweiz, var en svensk skådespelare och sångare.
Hon var dotter till disponent Johan Reinius och Ida Gulliksen-Krane samt syster till professor Erling Reinius.

## Filmografi
- 1944 – Prins Gustaf
- 1944 – Den heliga lögnen

## Teater

### Roller
| År   | Roll        | Produktion                                 | Regi            | Teater         |
| ---- | ----------- | ------------------------------------------ | --------------- | -------------- |
| 1944 | Medverkande | Och han skämtar för dig, revy Kar de Mumma | Leif Amble-Næss | Blancheteatern |

## Diskografi i urval
- En solskensdag, med Ulf Sandströms orkester.
- As time goes by, med Thore Jederbys orkester.
- En liten blå förgätmigej, med Henry Lindblom och Thore Jederbys orkester
- En saga i vaknande vår, med Einar Groths orkester.
- Brevet du skickade, med Embassy sextett
- My garden of memories and dreams, med Povel Ramel och Embassy sextett